# ووروس
ووروس (استونیایی: võrukesed) ساکنان منطقه ووروما تاریخی و شهرستان وورو کنونی در جنوب شرقی استونی هستند که جمعیت آنها در حدود ۷۰٬۰۰۰ نفر تخمین زده می‌شوند.